# Пять звёзд (конкурс)
«Пять звёзд» (англ. 5 Stars) — российский музыкальный конкурс молодых исполнителей, организуемый с 2005 по 2014 год.
В конкурсе принимали участие исполнители поп- и рок-музыки из разных регионов России, стран СНГ и Балтии.

## История
Впервые Всероссийский музыкальный конкурс «Пять звёзд» прошел в 2005 году в городе Сочи. Организаторами того фестиваля выступили пять крупных российских телеканалов и радиостанций: «Первый канал», «Россия», MTV (они же являлись и официальными телевещателями конкурса), «Русское радио» и «Европа Плюс». В 2006 году из числа учредителей вышел телеканал «Россия» (ему на смену пришёл издательский дом «Семь дней»).
Трансляции с конкурса вели Яна Чурикова, Валдис Пельш, Иван Ургант, Анастасия Чернобровина, Александр Анатольевич, Андрей Малахов, Марина Александрова, Ирина Апексимова, Александр Цекало, Татьяна Арно, Анна Седокова, Дмитрий Шепелев, Александра Савельева, Сати Казанова, Дмитрий Нагиев и Кирилл Нагиев.
За время своего существования конкурс открыл множество новых имен и стал важным явлением в современной российской музыке. Беспристрастность и объективность судейства позволила конкурсу завоевать репутацию главного национального музыкального конкурса молодых исполнителей. В разные годы жюри конкурса возглавляли И.Д. Кобзон, А.Б. Пугачева, Л.В. Лещенко, Л.А. Долина, И.М. Бутман и другие звезды российской эстрады.
В 2008 году было принято решение расширить географию конкурса и возродить традицию музыкального фестиваля «Интервидение». Так сформировался международный формат конкурса «Пять звёзд»: одиннадцать стран СНГ и Балтии создали национальные организационные комитеты конкурса, выбрали представителей от своих стран и активно участвовали в работе фестиваля. Музыкальный конкурс «Интервидение. Пять звёзд» одновременно транслировался в прямом эфире главных телеканалов стран-участниц и собрал огромную зрительскую аудиторию. Голосование за победителя было организовано во всех странах-участницах.
Конкурс «Интервидение. Пять звёзд» активно поддержало Министерство иностранных дел Российской Федерации (МИД РФ), Межгосударственный фонд гуманитарного сотрудничества (МФГС) стран-участниц СНГ, другие общественные организации, а в 2009 году Владимир Владимирович Путин, участвуя во встрече глав правительств Шанхайской Организации Сотрудничества, высказал крайне важную идею создания музыкального конкурса «Интервидение», который бы объединил молодежь не только стран СНГ и Балтии, но и ШОС, то есть всего евразийского пространства.

## Награды
- Гран-При Конкурса — получает участник, набравший максимальное количество зрительских голосов за все конкурсные дни (по общей сумме голосов).
- Первая Премия — вручают члены жюри.
- Вторая Премия — вручают члены жюри.
- Третья Премия — вручают члены жюри.
- Приз зрительских симпатий — по результатам всероссийского SMS-голосования.
- Специальный приз прессы — вручает Межгосударственный фонд гуманитарного сотрудничества государств СНГ[19].

## Победители
| Год  | Гран-При         | Первая Премия   | Вторая Премия | Третья Премия                 | Приз зрительских симпатий | Специальный приз прессы |
| ---- | ---------------- | --------------- | ------------- | ----------------------------- | ------------------------- | ----------------------- |
| 2005 | Сценакардия      | Р@машки         | F.P.S.        | Дрозды                        | Андрей Александрин        | Республика              |
| 2006 | Юлия Михальчик   | Лилия Замулина  | КуБа          | MALINA                        | Анна Седокова             | MALINA                  |
| 2007 | Потап и Настя    | Премьер-министр | Женя Отрадная | Татьяна Барнышева и Ева Ривас | Александр Киреев          | Премьер-министр         |
| 2008 | Kvatro           |                 |               |                               |                           |                         |
| 2014 | Александр Иванов |                 |               |                               |                           |                         |

## Пять звёзд-2014
С 12 по 15 июня 2014 года г. Ялта пройдёт Всероссийский музыкальный конкурс молодых исполнителей «Пять Звёзд» 2014. В конкурсе примут участие самые талантливые и яркие начинающие исполнители России, а поддержать их приедут выдающиеся звёзды шоу-бизнеса. Победитель конкурса получит почётное право представлять Россию на Международном музыкальном фестивале «Интервидение», который состоится в городе Сочи осенью этого года.

### Жюри конкурса
В число почетного жюри конкурса «Пять звезд» вошли: Иосиф Кобзон, Юрий Антонов, Ирина Аллегрова и музыкальные продюсеры и композиторы Виктор Дробыш и Игорь Матвиенко

### Конкурсные дни
- 19—20 мая 2014 года г. Москва, телецентр «Останкино»[28] пройдет конкурсный отбор участников, которые предстанут перед высоким жюри и получат шанс получить путевку на Всероссийский музыкальный конкурс молодых исполнителей «Пять звезд» (Правила и требования кастинга на официальном сайте➤).
- 12 июня 2014 года г. Ялта состоится большой праздничный концерт, посвященный Дню России, с участием самых ярких звезд эстрады, а зрительным залом станет вся набережная города.
- 13 июня 2014 года — Первый конкурсный день. Из 12 участников в результате конкурсного отбора 8 исполнителей продолжат своё участие в музыкальном соревновании.
- 14 июня 2014 года — Второй конкурсный день. 8 исполнителей, прошедших первый этап конкурса, будут состязаться за путевку в финал, из них будут выбраны лишь 4 конкурсанта.
- 15 июня 2014 года — Финал конкурса "Пять Звёзд". Из 4 финалистов будет выбран победитель, который получит возможность представлять Россию на Международном музыкальном конкурсе “Интервидение” в Сочи осенью 2014 года.

### Конкурсанты
- Никола
- Елена Есенина
- Анри
- Женя Любич
- Дуэт «Совершенно Летние» (Кирилл Астапов и Валерия Сушина)
- Группа «После 11»
- Ваня Чебанов
- Маша Маугли
- Анна Королёва
- Александр Иванов
- Группа «Invois»
- Группа «Радио Камергер»

### Итоги первого конкурсного дня
1. Анна Королева — 24 очка
2. Александр Иванов — 24 очка
3. Маша Маугли — 23 очка
4. Radio Kamerger — 23 очка
5. «Совершенно Летние» — 22 очка
6. Елена Есенина — 21 очко
7. Анри — 21 очко
8. Никола — 21 очко
9. Ваня Чебанов — 20 очков
10. «После 11» — 19 очков
11. Женя Любич — 18 очков
12. invOis — 17 очков

По правилам конкурса, четверо участников, занявших последние места, прекращают дальнейшее участие.

### Итоги второго конкурсного дня
По правилам второго конкурсного дня исполнители должны были предоставить на суд жюри и публики композиции своего сочинения. 
- 1 место — Radio Kamerger
- 2 место — Анна Королева
- 3 место — Маша Маугли
- 4 место — Александр Иванов

### Победители
Победителя Всероссийского музыкального конкурса молодых исполнителей «Пять звёзд» объявил председатель жюри Иосиф Кобзон. 
Им стал 19-летний Александр Иванов, исполнивший песню Николая Носкова «А на меньшее я не согласен». Он получил главный приз фестиваля — драгоценную звезду из металлов благородной группы, а также право представлять Россию на Международном музыкальном конкурсе «Интервидение» в Сочи осенью 2014 года.